# Sauerkirsche

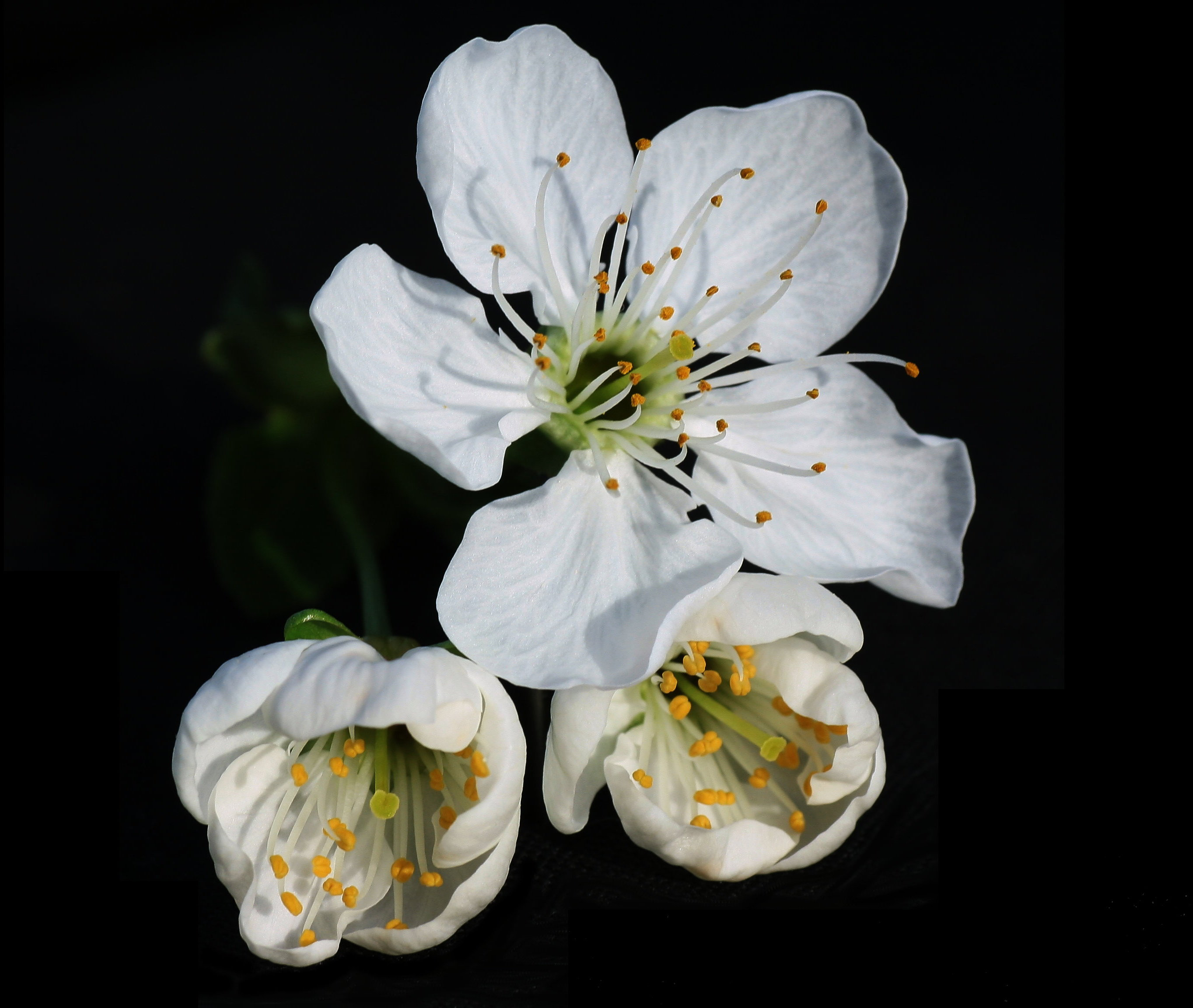
Blüten

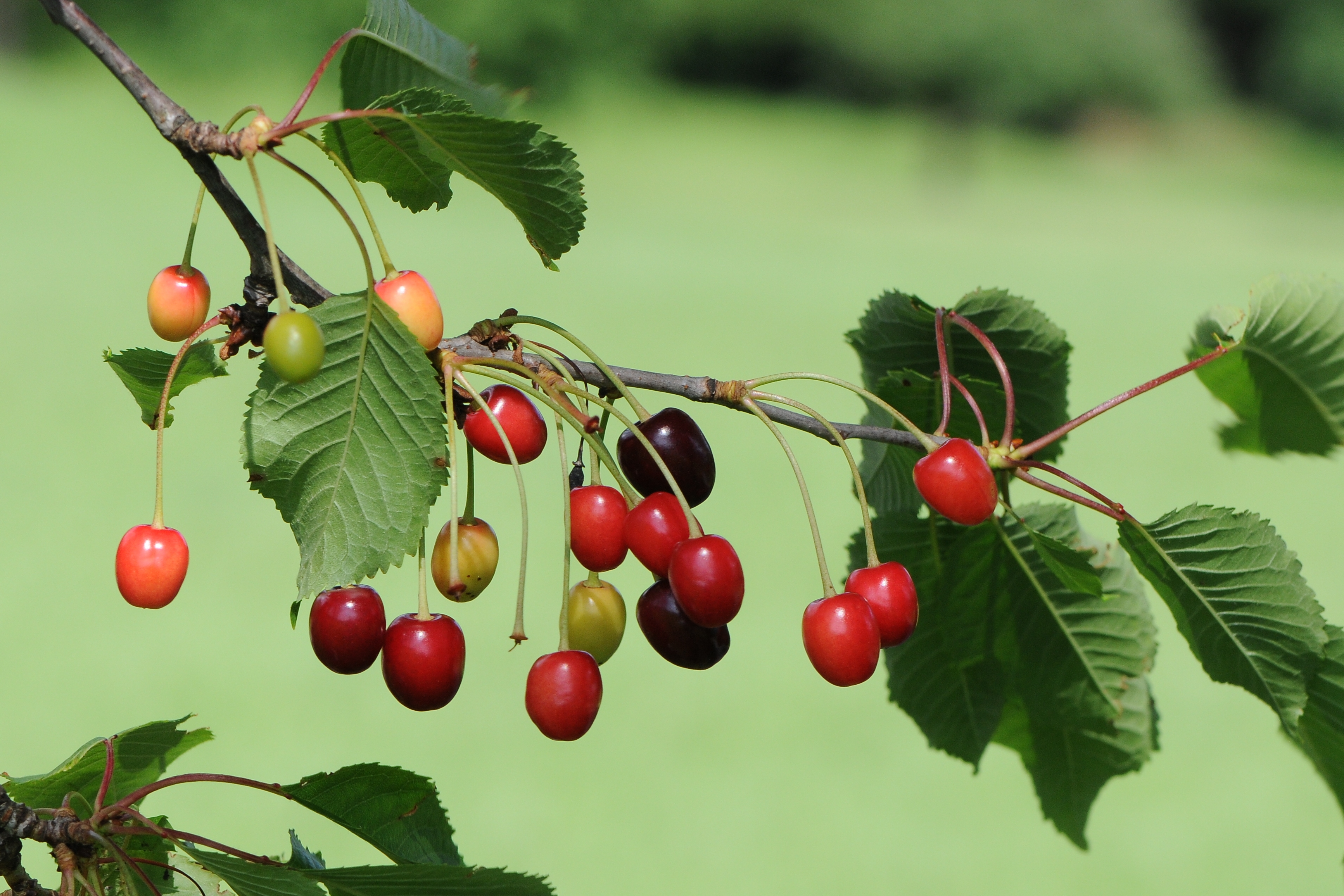
Früchte

Die Sauerkirsche oder Weichselkirsche (Prunus cerasus) ist eine Pflanzenart aus der Familie der Rosengewächse (Rosaceae). Sie wird als Obstbaum genutzt.
In Altbayern, Österreich und der Schweiz wird sie oft kurz Weichsel genannt, was im engeren Sinne allerdings speziell die Sortengruppe der Morellen bezeichnen kann.

## Beschreibung
Die Sauerkirsche kann als Strauch oder Baum wachsen und erreicht Wuchshöhen von 1 bis zu 10 Metern. Sie wurzelt sehr flach. Als Baum weist sie eine lockere, rundliche Krone auf. Ihre Äste sind abstehend und hängen oft über. Bei hellfrüchtigen Typen (Amarellen) finden sich nur strauchartige, leicht überhängende Wuchsformen, bei anderen kommen auch straff aufrechte Formen vor. Die Rinde ist rötlichbraun, glänzend und hat große Lentizellen. Später entwickelt sich eine Ringelborke. Junge Zweige sind dünn und kahl. Die Langtriebe besitzen eine Endknospe. Kurztriebe entspringen gehäuft an den Enden der Langtriebe. Die Laubblätter sind 5 bis 12 cm lang, 4 bis 6 cm breit, elliptisch-eiförmig und meist zugespitzt; ihre Oberfläche ist glänzend und etwas lederig. Die Unterseite weist lediglich an den Nerven eine schwache Behaarung auf, der Blattrand ist fein und oft doppelt gesägt. In der Knospenlage sind die Blätter gefaltet. Der Blattstiel ist 1–3 cm lang und kann Drüsen aufweisen.
Die Blüten der Sauerkirsche sind zu zweien bis vieren in sitzenden Dolden angeordnet. Die relativ späte Blütezeit bewirkt eine geringe Spätfrost-Gefährdung und Ertragssicherheit. Die Knospenschuppen bleiben bis nach dem Verblühen an den Dolden vorhanden. Die inneren Knospenschuppen sind aufrecht. Am Grund der Dolden befinden sich wenige, kleine Laubblätter. Die Blüten erscheinen zeitgleich mit den Blättern. Der Blütenstiel ist 2–4 cm lang, kahl und abstehend. Die Blüten haben einen Durchmesser von 2–2,5 cm. Der Blütenbecher ist breit glockenförmig und kahl. Die Kelchblätter sind kahl, bräunlich und in der Regel fein gezähnt. Die Kronblätter sind weiß, 10–13 mm lang, ganzrandig und fast kreisrund. Die ungefähr 20 gelben Staubblätter sind ein bisschen kürzer als die Kronblätter.
Die Steinfrucht der Sauerkirsche hat einen Durchmesser von 15 bis 20 mm und ist mehr oder weniger kugelig, geringfügig höher als breit, kahl, unbereift und hell- bis schwarzrot. Das Fruchtfleisch schmeckt säuerlich und ist rot gefärbt oder ungefärbt. Der Säuregehalt besteht hauptsächlich aus Apfelsäure und einem kleineren Anteil Weinsäure. Die wichtigsten Aromakomponenten sind Benzaldehyd, Benzylalkohol, Eugenol und Vanillin. Das Obst ist eine gute Quelle von Polyphenolen (viel Rutin und Chlorogensäure, einschließlich Flavonoiden wie Anthocyanen, Flavan-3-olen und Flavonolen), Hydroxyzimtsäuren und Hydroxybenzoesäuren. Diese tragen zu Bitterkeit, Adstringenz, Farbe, Geschmack/Geruch bei. Der Steinkern ist bis zu 10 mm lang, kugelig bis eiförmig, stumpf und glatt. Der Ertrag setzt recht früh ein und fällt sehr regelmäßig aus.
Ihre Blütezeit reicht von April bis Mai.
Im Gegensatz zu den meisten Süßkirschensorten sind Sauerkirschen in der Regel selbstfruchtbar oder selbstbestäubend. Dadurch sind die Samen in der Regel sortenecht und weniger Bestäuberinsekten nötig.
Die Sauerkirsche ist durch ihren hybridogenen Ursprung allopolyploid mit 2n = 4x = 32 Chromosomen.

## Verbreitung und Standort

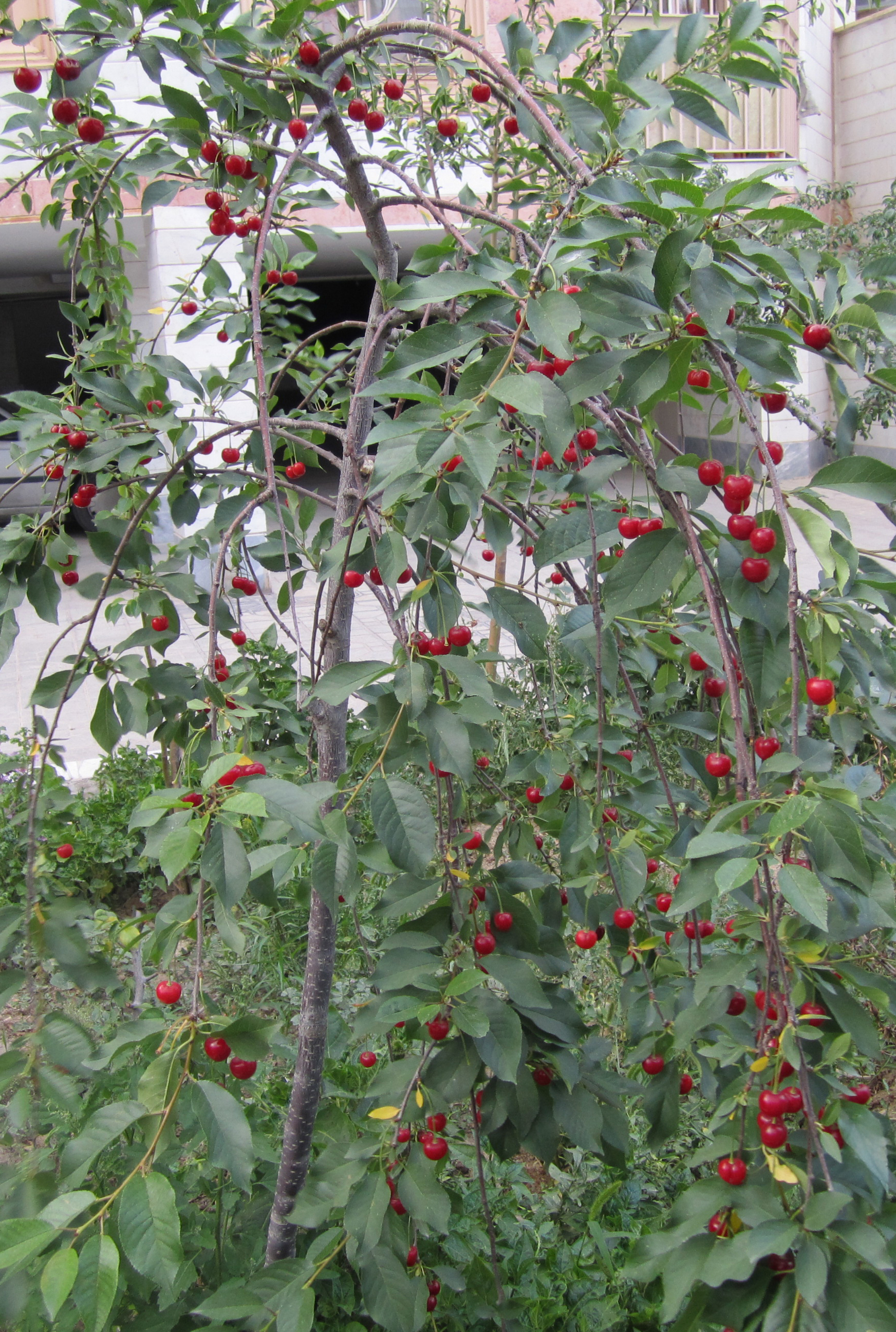
Ein kleiner Sauerkirschenbaum in Karadsch, Iran

Die Sauerkirsche wird fast in der gesamten Nordhalbkugel als Obstbaum kultiviert. Im Norden wird sie in Finnland bis zum 63. und in Norwegen bis zum 68. Breitengrad angebaut. In den Südalpen ist sie bis in Höhenlagen von 1600, in den Zentralalpen bis 1800 Metern zu finden. Die Art verwildert häufig, besonders die Unterart acida. Es sind jedoch bisher keine echten Wildvorkommen bekannt.
Sie wächst wie Birnen bevorzugt auf lockeren, leichten, nährstoff- und basenreichen, sandigen Lehmböden, wobei sie gegenüber Süßkirschen mehr Stickstoff und Wasser benötigen. Staunässe wird schlecht vertragen, allerdings immer noch besser als von Süßkirschen. Gegenüber anderem Obst hat sie vergleichsweise niedrigste Standortansprüche, ggf. aber mit Ertragseinbußen. Verwildert ist sie in Hecken (vor allem in Schlehen-Liguster-Gebüschen) und Weinbergen, seltener auch in lichten Eichenwäldern zu finden.

## Kultur
Als hybridogene Art entstand sie wahrscheinlich innerhalb der letzten 1,6 Millionen Jahre in der Hybridzone der Elternarten P. avium und P. fruticosa. Die Kultur geht auf die Gegend um das Kaspische und das Schwarze Meer zurück. Sie war im antiken Griechenland bereits 300 vor unserer Zeitrechnung bekannt und wurde auch von den Persern genutzt. Die Römer führten sie lange vor dem 1. Jahrhundert unserer Zeit nach Britannien ein. In England wurde die Kultur im 16. Jahrhundert bekannter gemacht. 1640 waren dann in Kent über zwei Dutzend Kultursorten im Anbau, in England vor dem Zweiten Weltkrieg über 50. Heutezutage beschränkt sich der kommerzielle Anbau allgemein auf sehr wenige Sorten und Baumschulen führen dort oft nur noch die Schattenmorelle.
Weltweit wurden in den ersten beiden Jahrzehnten des 21. Jahrhunderts jährlich 1,1 bis 1,3 Millionen Tonnen Früchte produziert. Bei der modernen kommerziellen Produktion führen Russland und die Türkei. In Amerika konzentriert sich die Produktion größtenteils auf Michigan.
Systematische Zuchtprogramme gab es zuerst in Russland, Deutschland, Ungarn und Rumänien. Sie wurden später auch in den USA etabliert, allerdings verantworten die dortigen seit den 1990er Jahren nur etwa 8 % der Neuerscheinungen.
Da die Früchte bei vielen Sorten nicht trocken vom Stiel lösen, sollten sie in dem Fall vom Baum abgeschnitten werden.

### Deutschland
In Deutschland konzentriert sich der kommerzielle Anbau von Sauerkirschen auf die drei Bundesländer Rheinland-Pfalz, Baden-Württemberg und Sachsen. Laut den Angaben des statistischen Bundesamtes (destatis)  wurden 2019 15.439 Tonnen Sauerkirschen geerntet. Der Spitzenreiter Rheinland-Pfalz kommt dabei auf 5.731 Tonnen. Es folgt Baden-Württemberg mit 3.880 Tonnen und Sachsen mit 2.372 Tonnen. In der Imkerei sind Sauerkirschen aufgrund des Zuckergehalts ihres Nektars (9,7–15 %) und seines hohen Zuckerwerts (bis zu 1,31 mg Zucker je Tag je Blüte) eine geschätzte Trachtpflanze.

## Krankheiten und Schädlinge
Sauerkirschen sind weniger anfällig für Schädlinge und Krankheiten als Süßkirschen, allerdings kann die Beliebtheit bei Vögeln (ohne Schutznetze) zu starken Ernteeinbußen führen.
Folgende Krankheiten und Schädlinge können an Sauerkirschen wirtschaftliche Schäden verursachen:
- Stecklenberger Krankheit
- Monilinia-Spitzendürre
- Bakterienbrand
- Pseudomonas
- Fruchtfäule
- Gummifluss
- Schrotschusskrankheit
- Sprühfleckenkrankheit
- Kleiner Frostspanner
- Kirschfruchtfliege
- Schwarze Kirschenblattlaus (Myzus cerasi)[17]
- Kirschenschorf (Venturia cerasi)
- Kirschenblattwespe[1]

## Systematik
Für Prunus cerasus werden mindestens seit dem 17. Jahrhundert meist zwei Unterarten der Sauerkirsche unterschieden:
- Die Baum-Sauer-Kirsche (Prunus cerasus subsp. cerasus) ist ein Baum mit aufrechten Zweigen. Die Blätter sind lebhaft grün und oval. Die Steinkerne sind rundlich.[2]

Die kultivierten Sorten dieser Unterart lassen sich in zwei Varietäten einteilen:
- Glas-Kirsche, Wasser-Kirsche, Amarelle (Prunus cerasus var. cerasus): Die Blütenstiele sind kurz und meistens doppelt bis dreimal so lang wie der Blütenbecher. Die Früchte sind hellrot, glasig und sauer. Der Saft ist ungefärbt. Der Steinkern löst sich nicht vom Stiel.
- Süßweichsel, Morelle (Prunus cerasus var. austera L.): Die Blütenstiele sind lang. Die Frucht ist rot und süßsauer. Der Saft ist gefärbt. Der Steinkern löst sich leicht vom Stiel.

- Die Strauch-Sauer-Kirsche oder Schattenmorelle (Prunus cerasus subsp. acida (Ehrh.) Schübl. & G. Martens) ist ein Strauch oder ein kleiner Baum. Die Zweige sind überhängend und es werden Wurzelausläufer gebildet. Die Blätter sind dunkelgrün und länglich bis verkehrt eiförmig. Die Früchte sind dunkelrot, sauer und haben einen gefärbten Saft. Die Steinkerne sind eiförmig. acida leitet sich vom lateinischen acidus ab, was sauer bedeutet.[2]

Die Sauerkirsche ist aus einer Kreuzung von Vogel-Kirsche (Prunus avium) und Steppen-Kirsche (Prunus fruticosa) hervorgegangen.

## Botanischer Name
Die Sauerkirsche, in alten botanischen und pharmazeutischen Texten als cerasa oder cerasus bezeichnet, wurde 1753 von Linné als Prunus cerasus erstbeschrieben. Synonyme sind Cerasus vulgaris Miller, Cerasus acida (Ehrh.) Borkh., Druparia cerasus (L.) Clairv., Cerasus caproniana (L.) Ser. ex DC., Prunus caproniana (L.) Gaudin und Prunus recta K. Koch.

### Epitheton
Die in der Botanik gebräuchliche Fachbezeichnung Prunus cerasus kann mit „Pflaume aus Cerasus“ übersetzt werden. Das Epitheton verweist über lateinisch cerasus auf altgriechisch κερασὀς kerasos ‚Kirschbaum‘ beziehungsweise auch auf die Stadt Κερασοῦς Kerasous an der Südküste des Schwarzen Meeres, die im Römischen Reich Cerasus hieß, das heutige Giresun. Sie gehörte in der Antike zum Königreich Pontos und wurde im Dritten Mithridatischen Krieg um 70 v. Chr. unter dem Feldherrn Lucius Licinius Lucullus erobert. Laut Plinius dem Älteren ließ Lucullus damals die Kirsche von Cerasus nach Rom importieren und die ersten Kirschbäume in Italien pflanzen.
Auf das lateinische Lehnwort cerasus für den Baum beziehungsweise cerasum für die Frucht, altgriechisch κεράσιον kerasion, geht das deutsche Wort Kirsche (mittelhochdeutsch kirse, althochdeutsch kirsa) zurück, wie ebenso französisch cérise, englisch cherry, spanisch cereza oder russisch Чере́шня (čerešnja). Im heutigen römischen Dialekt heißt die Kirsche cerasa, sizilianisch cirasa, piemontesisch ciresa.

## Sorten
werden teils eingeteilt in Morellen, Weichseln, Amarellen, Bastardkirschen, Glaskirschen und Süßweichseln. Manche dieser Begriffe werden teils korrelierend oder gleichgesetzt mit Unterarten und teils synonym verwendet.
Es gibt zahlreiche Sorten (Auswahl):
- Glaskirschen
  - ‚Diemitzer Amarelle‘, die früheste Sauerkirsche
  - ‚Große Montmorency‘, bedeutendste Sorte in Nordamerika
  - ‚Königliche Amarelle‘
  - ‚Ludwigs Frühe‘, eine sehr anpassungsfähige Sorte
  - ‚Werdersche Glaskirsche‘
- Süßweichseln
  - ‚Köröser‘ (syn. ‚Ungarische Weichsel‘), eine vorwiegend in Österreich angebaute Sorte mit überragender Beliebtheit in der modernen Sortenzüchtung[26]
  - ‚Rote Maikirsche‘ (syn. ‚Maiammer‘), eine alte mitteldeutsche Gartensorte
  - ‚Rote Muskateller‘
  - ‚Süße Frühweichsel‘
- Schattenmorellen
  - Heimanns-Sortengruppe (syn. ‚Leopoldskirsche‘, ‚Heimanns Konserven-Weichsel‘, ‚Fanal‘, ‚Beutelspacher Rexelle‘, ‚Heimanns Rubin‘)[27], eine relativ früh reifende, für warme Lage geeignete Sorte mit großen Früchten
  - ‚Kelleriis 14‘, eine Weiterzüchung der Sorte ‚Schattenmorelle‘
  - ‚Morellenfeuer‘ (syn. ‚Kelleriis 16‘), eine beliebte Gartensorte
  - ‚Ostheimer Weichsel‘ (syn. ‚Preßsauerkirsche‘), eine anspruchslose Sorte mit kleinen, aromatischen Früchten
  - ‚Schattenmorelle‘, die wichtigste Sorte[2] in Mitteleuropa (syn. ‚Große Lange Lotkirsche‘, ‚Nordkirsche‘, ‚Schwarze Kirsche von Montreux‘, ‚Späte Morelle‘)
    - ‚Scharo‘, eine sehr triebfreudige Bestträgerselektion von dieser
    - ‚Boscha‘

Die Sorte ‚Maraschka‘ ist vermutlich ebenfalls der Gruppe der Schattenmorellen zuzuordnen. Sie ist eine Süßmostkirsche mit bittersauren Früchten.
Für weitere Sorten, siehe Liste von Kirschsorten.
Für die moderne kommerzielle Produktion dominiert in den großen Anbaugebieten oft jeweils eine alte Lokalsorte bzw. einzelne daraus ausgelesene Hochleistungsklone:
- im Hauptproduktionsland Türkei die Sorte Kütahya,[29]
- in Mitteleuropa die Schattenmorelle,
- in Nordamerika (also außerhalb des Verbreitungsgebietes der Art) die ursprünglich französische Montmorency.[30]
- In Kroatien und Ungarn führen Maraschka und Ungarische Traubige,[12]
- in Dänemark die Stevnsbær[31] und
- in Serbien die Oblačinska.[32]

## Gesundheitlicher Nutzen
Im Altertum galten Kirschen als nützlich bei Störungen der Darmfunktion.
Sauerkirschen enthalten die Vitamine A, B₁, B₂, C und E sowie nennenswerte Mengen an Kalium und Folsäure.
Darüber hinaus sind Sauerkirschen eine reichhaltige Quelle an Anthocyanen 1 und 2.
Diese rot-violetten Pflanzenfarbstoffe können dazu beitragen die Enzyme Cyclooxygenase-1 und 2 im menschlichen Körper zu hemmen, welche mit dem Auftreten von Entzündungen und Schmerzen in Verbindung gebracht werden. Außerdem sollen Sauerkirschen in der Lage sein, den Harnsäurewert im Körper zu senken, indem sie die Ausscheidung ankurbeln. Dadurch und dank der entzündungshemmenden Wirkung können Sauerkirschen in der Gichttherapie und bei Hyperurikämie eingesetzt werden. Auch bei Arthritis und anderen entzündungsbedingten Erkrankungen haben sich Sauerkirschen als wirksam erwiesen.
Allgemein scheint das entzündungshemmende Potential der Sauerkirsche für einen positiven Nutzen im Rahmen der Bekämpfung von Gefäßerkrankungen zu sorgen. Speziell im Falle des sogenannten metabolischen Syndroms und damit bei abdomineller Adipositas, Bluthochdruck, niedrigem HDL-Cholesterin, Fettstoffwechselstörungen und Typ-2 Diabetes mellitus konnten vielversprechende Ergebnisse erzielt werden. Weitere Studien deuten auf ein allgemein hohes Potential von Sauerkirschen zur Senkung von oxidativem Stress hin.
Des Weiteren stellen Sauerkirschen eine der wenigen Quellen von natürlichem Melatonin dar. Melatonin wird im menschlichen Körper in der Zirbeldrüse produziert und reguliert den Schlaf-Wachrhythmus. Ein Mangel kann dementsprechend zu Schlafstörungen führen. Sauerkirschen können bis zu 13,5 ng Melatonin pro Gramm enthalten.
Besonders die Sorte Montmorency zeichnet sich zum Beispiel gegenüber der Sorte Ungarische Traubige (aka. Balaton) durch einen etwa sechsfachen Melatoningehalt aus. Daraus resultierend wird der Sauerkirsche eine positive Wirkung bei Schlafstörungen nachgesagt.
Sauerkirschsaft kann bei regelmäßigem Verzehr durch ungewohnte sportliche Belastung entstandenen Muskelkater und Muskelerschöpfung reduzieren und helfen, belastungsinduzierte Entzündungen im Respirationstrakt zu vermeiden.
Darüber hinaus scheinen Sauerkirschen einen positiven Einfluss auf die Knochendichte und damit auf die Osteoporose-Prävention zu haben.
Auch im Rahmen der Schlaganfall-Prävention konnten in Studien vielversprechende Ergebnisse im Zusammenhang mit Sauerkirschen und den in ihnen enthaltenen Anthozyanen erzielt werden.
In zwei unabhängigen Studien wurden außerdem durch einen kombinierten Einsatz von Sauerkirschen und essentiellen Fettsäuren, bzw. durch extrahierte Sauerkirsch-Anthozyane (Cyanidin-3-O-glucosid) positive Resultate in Bezug auf Alzheimer und eine allgemein neuroprotektive Wirkung erzielt.

## Belege
- Hildemar Scholz, Ilse Scholz: Prunus. In: Hans. J. Conert u. a. (Hrsg.): Gustav Hegi. Illustrierte Flora von Mitteleuropa. Band 4 Teil 2B: Spermatophyta: Angiospermae: Dicotyledones 2 (3). Rosaceae 2. Blackwell 1995, ISBN 3-8263-2533-8.
- Tart cherry juice decreases oxidative stress in healthy older men and women. In: J Nutr. 139(10), 2009 Oct, S. 1896–1900. doi:10.3945/jn.109.111716. Epub 19. Aug 2009 (englisch)
- Combinatorial treatment of tart cherry extract and essential fatty acids reduces cognitive impairments and inflammation in the mu-p75 saporin-induced mouse model of Alzheimer's disease. In: Journal of Medicinal Food. 16(4), Apr 2013, S. 288–295. doi:10.1089/jmf.2012.0131. (englisch)
- Neuroprotective effect of cyanidin-3-O-glucoside anthocyanin in mice with focal cerebral ischemia. In: Neuroscience Letters. 500(3), 18 Aug 2011, S. 157–161. doi:10.1016/j.neulet.2011.05.048. Epub 2011 May 27. (englisch)
- Regular tart cherry intake alters abdominal adiposity, adipose gene transcription, and inflammation in obesity-prone rats fed a high fat diet. In: Journal of Medicinal Food. 12(5), Okt 2009, S. 935–942. doi:10.1089/jmf.2008.0270. (englisch)
- Altered hyperlipidemia, hepatic steatosis, and hepatic peroxisome proliferator-activated receptors in rats with intake of tart cherry. In: Journal of Medicinal Food. 11(2), Juni 2008, S. 252–259. doi:10.1089/jmf.2007.658. (englisch)
- P. G. Bell, I. H. Walshe, G. W. Davison, E. J. Stevenson, G. Howatson: Recovery facilitation with Montmorency cherries following high-intensity, metabolically challenging exercise. In: Appl Physiol Nutr Metab. 40(4), Apr 2015, S. 414–423. doi:10.1139/apnm-2014-0244. PMID 25794236 (englisch)